# Pon de Replay
Pon de Replay este discul single de debut al cântăreței Rihanna. Piesa este primul single extras de pe albumul Music of the Sun. La scurt timp de la lansare piesa a devenit un hit în S.U.A., câștigând poziția secundă în ierarhia Billboard Hot 100. De asemenea piesa a câștigat popularitate și la nivel internațional, obținând poziții înalte în clasamentele de specialitate. Compozitorii acestuia sunt: Vada Nobles, Carl Sturken, Evan Rogers, Alisha Brooks, iar producătorii: Vada Nobles, Carl Sturken, Evan Rogers. Cântecul a atins poziția a doua în topul Hot 100 Billboard, devenind primul său single în top 5; de asemenea a ocupat locul doi în Regatul Unit, șapte și șase în Australia respectiv Canada.
Recenzorul Sal Cinquemani remarca mixtura de muzică dancehall și R&B prezentă pe albumul Music of the Sun și aseamănă piesa „Pon de Replay”, din punct de vedere al ritmului, cu unul dintre șlagărele lui Beyoncé Knowles, „Baby Boy”.

## Videoclip
Videoclipul a fost regizat de către little X,filmat în februarie 2005. Acesta începe cu sosirea Rihannei și a prietenelor sale într-un club, unde toată lumea este plictisită și nimeni nu dansează din cauza muzicii. Rihanna se ridică și cântă melodia, făcându-l pe DJ să ridice volumul, iar toată lumea începe să danseze. Acest videoclip o prezintă pe artistă în câteva ipostaze, dansând în stil oriental. El a devenit foarte popular în rândul fanilor, beneficiind de sprijinul MTV și BET. Clipul a câștigat locul doi în cadrul emisiunii Total Request Live, după care a petrecut 37 de săptămâni în cădere, părăsind acest top abia la data lansării celui de-al doilea single: If It's Lovin' That You Want.